# Wielki wyścig (film 2009)
Wielki wyścig albo Wyścig – niemiecko-irlandzki dramat filmowy z 2009 roku. Polska premiera odbyła się na kanale Movies 24 z polskim lektorem.

## Opis fabuły
Jedenastoletnia dziewczynka z małej, biednej wioski marzy o tym, aby zostać kierowcą samochodów wyścigowych.

## Obsada
- Tom Collins - Boyle
- Niamh McGirr - Mary
- Joanna Nixon - Tanya Bryans
- Jonathan Mason - Tom
- Richard McCusker - Voice of Tom
- Colm Meaney - Frank Kensay
- Ian Beattie - Maurice Magee
- Stephen Kelly - Steve TV/Reporter radia